# Villa Ansina
Villa Ansina o simplemente Ansina es una localidad del departamento de Tacuarembó en Uruguay, y es sede del municipio homónimo.

## Geografía

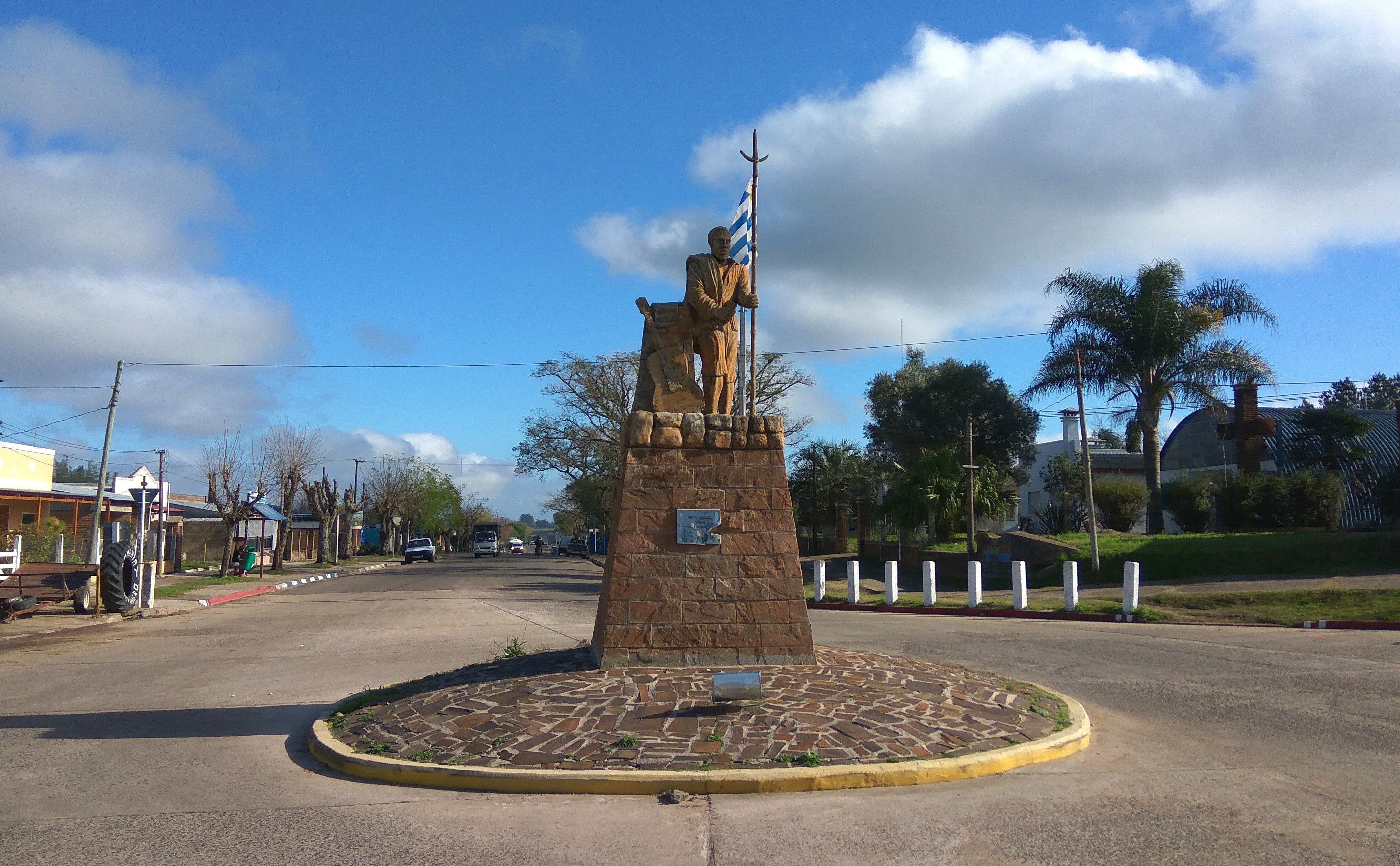
Monumento a Ansina en la entrada a Villa Ansina

La localidad se ubica al este de la capital del departamento de Tacuarembó, sobre las costas del Río Tacuarembó y junto al empalme de las rutas 26 y 44. Aproximadamente 50 km la separan de la capital departamental Tacuarembó y 150 km de la ciudad de Melo, ambas por la 26.

## Historia
La villa era conocida anteriormente como "Pueblo Ansina" y aún antes, "Paso del Borracho". La denominación actual es en homenaje a Ansina, fiel acompañante de José Artigas.

## Población
Según el censo del año 2011 la localidad contaba con una población de 2712 habitantes.
| 989           | 1056 | 1637 | 1930 | 2790 | 2712 |
| (Fuente: INE) |      |      |      |      |      |

## Servicios y atractivos
En la villa se encuentran varios predios, como el Complejo Deportivo, con dos canchas de fútbol donde se disputa la Liga de Fútbol de Villa Ansina; la cancha principal dispone de una tribuna para 300 personas. También tiene pista de atletismo, cancha de balonmano y basquetbol, y un parque con juegos para niños. En la villa se encuentra el liceo Dr. Mauricio López Lomba.

## Fiestas locales
En el mes de diciembre en la villa se celebra anualmente por parte de la Iglesia católica la Fiesta de la Virgen de Itatí. En la primera semana de enero se realiza la fiesta "Reencuentro de ansinenses" con la convocatoria de la población, de ansinenses por el mundo y de una gran cantidad de turistas con un festival en el camping municipal. En el mes de octubre se realiza la fiesta criolla y raid hípico federado "Los tizones de Ansina".